# 佐佐木智代
佐佐木智代（日语：佐々木 智代，2月15日—），日本女性配音員。出身於東京都。身高158cm。

## 人物簡介
2013年12月以前是青二Production（Junior）所屬。之後轉移m&i，2015年3月離所。經歷自由身後，2016年12月現在是東京俳優生活協同組合所屬。AMUSEMENT MEDIA綜合學院東京校畢業。

## 演出作品

### 電視動畫
2011年
- BLOOD-C（女學生）

2012年
- 少年同盟2（內田百合）
- 聖鬥士星矢Ω（小孩）
- 探險托里蘭托（妖精、皮隆）
- ONE PIECE 娜美特別篇 ～領航員之淚與夥伴的羈絆～（村民）

2013年
- 黑魔女學園（日芳向日葵）
- 斯特拉女子學院高等科C3部（宿舍女子B）
- 聖鬥士星矢Ω（嬰兒）
- ONE PIECE（小孩）

2014年
- 七龍珠改（觀眾、小孩）

### OVA
2011年
- 七龍珠 巴達克之章（日语：ドラゴンボール エピソード オブ バーダック）（村民）

### 電影動畫
2012年
- 被狙擊的學園（近藤由香里[5]）

### 遊戲
2011年
- Strobe☆Mania（女學生 等）
- 無盡傳奇

2012年
- 新·劍與魔法與學園刻之學園（日语：新・剣と魔法と学園モノ。刻の学園）（菖蒲[6]）
- 校園戀愛不設限！（日语：恋は校則に縛られない!）

2013年
- CONCEPTIONII 七星的引導與瑪祖爾的惡夢（日语：CONCEPTIONII 七星の導きとマズルの悪夢）（[7]）

2015年
- 車娘收藏（Vitz（日语：トヨタ・ヴィッツ）、Ractis）

2016年
- Drift Girls（小美野有咲[8]）

### 廣播劇CD
- 伊希歐之夢 7週年紀念廣播劇CD～ECO！～
- 天使×惡魔 2nd Season 廣播劇CD3
- 狼2
- 我就是腐女子！（日语：腐女子っス!）
- 英語會話教師 前園同學與後田同學!!（2014年4月）

### 外語配音

#### 電影
| 作品年份 | 作品名稱         | 配演角色   | 演員        | 媒介             |
| -------- | ---------------- | ---------- | ----------- | ---------------- |
| 2011     | 犯罪心理 (第7季) | Mary Dolan | Julia Rhoda | WOWOW版／DVD收錄 |
| 2011     | 酒私風雲 (第2季) | －         | －          | WOWOW版／DVD收錄 |
| 2011     | 龍鳳大雙胞       | －         | －          | DVD版本          |

### 旁白
日本電視台
- 超人氣法律諮詢事務所
- 千奇百趣大挑戰
- 不可思議偵探團（日语：不可思議探偵団）

### 廣播節目
※記號表示說明網路廣播。
- （超！A&G+：2011年4月9日－2014年4月5日）※[9]
- （大阪電台：2011年8月5日－2012年1月27日）
- 男女感動鳥肌SP!!（超！A&G+：2011年12月31日－2012年1月1日）※
- 鬼パーセント芋（niconico直播，2014年與2015年不定期出演）※
- 優生放送（替代身體不適的淵上舞。niconico直播，2014年9月11日）※

廣播劇
- 青山二丁目劇場（日语：青山二丁目劇場）
  - 真赤友達（由紀）
  - 村松時間旅行 ～～（美代）
  - 13日金曜日vs引（沙織）
  - （柏木理惠）

### 雜誌
- 保育

## 音樂作品
| 發行日期 | 標題                | 名義                       | 曲名                    | 商業搭配               |
| 2012年   | 2012年              | 2012年                     | 2012年                  | 2012年                 |
| -------- | ------------------- | -------------------------- | ----------------------- | ---------------------- |
| 6月24日  | Sing a Song Aloud!! | 津田美波、佐佐木智代、原燈 | 「Sing a Song Aloud!!」 | 廣播節目《》片頭主題曲 |
| 2019年   |                     |                            |                         |                        |
| 10月27日 | WHITE ROSE          | 佐佐木智代                 | 「」                    |                        |

## 腳註

## 外部連結
- 東京俳優生活協同組合公式官網的聲優簡介（页面存档备份，存于） （日語）
- 佐佐木智代 (@chachakitomoyo)的X（前Twitter） （日語）
- （舊）佐佐木智代 (@chachaki0215)的X（前Twitter） （日語）